# گزله
گزله، روستایی از توابع بخش مرکزی شهرستان خرم‌آباد در استان لرستان ایران است.

## جمعیت
این روستا در دهستان رباط قرار دارد و براساس سرشماری مرکز آمار ایران در سال ۱۳۸۵، جمعیت آن ۵۲ نفر (۱۰خانوار) بوده‌است.
طایفه سیکه وند (سیکوند->سپهوند) اصالتا بیرانوند و پراکنده در مناطق مختلف لرستان و ایران هستند.
هرچند بنابه روایت های دیگری جز ایل بالاگریوه و یکی از طوایف میر می‌باشند که با دولت زمان خود درگیر شده و چهل و شش نظامی را به قتل می‌رسانند که قبر همه نظامیان کشته شده در پایین قلعه مونگره موجود و قابل مشاهده می‌باشد مرگ این نظامیان باعث شیوع بیماری می‌گردد که به مرگ تعداد زیادی از اهالی منجر می‌شود (احتمال زیاد نظامیان کشته شده ناقل بیماری بوده‌اند)، بنابراین افراد طایفه سیکوند و طایفه نباتوند و طایفه چارمیر که از یک ریشه و ساکن منطقه کرکی و مونگره هستند برای نجات جان خود و خانواده مجبور به کوچ و ترک کاشانه می‌شوند ابتدا به میان طایفه بیرانوند کوچ کرده و چند سالی ساکن می‌شوند، در تابستان چند سال بعد در یکی از مراسمات با حضور خوانین بیرانوند و سگوند جشنی ترتیب داده می‌شود و بنا بر رسم آن زمان از دو ایل کسانی که مهارت بسیار زیادی از سوارکاری و تیراندازی دارند به رقابت می‌پردازند بر خلاف همیشه که در سوارکاری سگوندها پیروز می‌شده‌اند اینبار شکست بسیار بدی می‌خورند، یکی از خوانین سگوند که آدم بسیار دانا و زیرکی بوده سعی می‌کند علت شکست را بفهمد و به بهانه ای مرد پیروز میدان را به کناری کشیده و از در دوستی شروع به صحبت با او می‌کند و به این ترتیب علت شکست را فهمیده و چون افراد طایفه سیکوند را افراد بسیار ماهر در تیراندازی و سوارکاری می‌بیند سعی درآوردن آن‌ها به میان ایل خود می‌کند، سپس بنا بر دعوت خوانین سگوند سه طایفه سیکوند و نباتوند و چارمیر باز کوچ کرده و این بار به میان ایل سگوند می‌آیند ولی چند خانواری کوچ نکرده ودر میان ایل بیرانوند باقی می‌مانند که اکنون ساکن روستای گزله می‌باشند، و در حال حاضر طایفه سیکوند شامل سه تیره غلام، سلمان و باران می‌باشد و بهمراه طایفه نباتوند و چارمیر در ازنا سگوند و روستای حسن‌آباد مهمیل و آبستان و همچنین در شهرهای خرم آباد و دورود و اندیمشک ساکن هستند.
همچنین نام طایفه سیکوند با تپه سیکوند نوراباد یکی است ولی در قدیم نام طوایف را معمولاً براساس نیا یا شخصیت رفتاری آن طایفه انتخاب می‌کرده‌اند و نه براساس محل زندگی، سی در زبان لری به معنای سیاه و وند هم به معنای زاده شده از را می‌دهد و چون مردمان میر مردمی گرمسیر نشین هستند وچهره‌هایی به رنگ سبزه و گاهی تیره دارند در واقع سیکوند یا سیکه ون به معنای زاده شده از مردی با صورت تیره می‌باشد.
ساکنان این روستا هم از طایفه سیکوند و از فرزندان دو برادر به نام‌های بزرگ و نامدار هستند که پس از خاتمه جنگ بیرانوندها با رضاخان و تبعید آن‌ها به ورامین این دو از تبعیدگاه (خوار ورامین) گریخته و پس از مراجعه‌ای کوتاه به چغلوندی برای همیشه آنجا را ترک کرده و به روستای گزله در شمال خرم‌آباد نقل مکان کرده‌اند.